# Haven (serie televisiva)
(Tagline della serie)
Haven è una serie televisiva prodotta da aziende statunitensi e canadesi e trasmessa tra il 2010 e il 2015.
Di genere soprannaturale, è liberamente basata sul romanzo Colorado Kid di Stephen King. Il primo episodio è andato in onda sul network statunitense via cavo Syfy il 9 luglio 2010, mentre in Canada ha debuttato su Showcase il seguente 12 luglio. Dall'8 ottobre 2015 negli Stati Uniti è stata trasmessa l'ultima parte della quinta e ultima stagione.
In Italia la serie ha fatto il suo debutto il 18 ottobre 2010 sul canale pay Steel, che ha trasmesso in prima visione le prime due stagioni. Dal 14 aprile 2011 è andata invece in onda in prima visione in chiaro, e dalla terza stagione in prima visione assoluta, su Rai 4.

## Trama
L'agente dell'FBI Audrey Parker viene inviata a Haven, una cittadina del Maine, per catturare un evaso: al suo arrivo conosce subito Nathan, agente di polizia e figlio dello sceriffo locale Garland Wuornos, ritrovandosi coinvolta in quelli che i locali chiamano "i Problemi": peculiari abilità psicofisiche che colpiscono alcuni residenti loro malgrado (e che si scoprono essere ereditarie). Alcuni di tali Problemi sono poco rilevanti, altri sono pericolosi e incontrollabili. Lo stesso Nathan ne è affetto, non essendo in grado di percepire alcun dolore o sensazioni tattili e, data anche la sua professione, è perennemente esposto a situazioni pericolose. Audrey scopre che questi Problemi si erano già manifestatisi alcuni decenni prima, per poi sparire.
In particolare gli eventi si complicano per Audrey quando scopre una fotografia del 1983 sul cosiddetto "caso Colorado Kid", inerente al ritrovamento di un cadavere sulla costa: nella foto appare la stessa Audrey che tiene per mano un bambino. Nelle sue indagini personali, che si sovrappongono a quelle lavorative sui vari problemi che affiorano continuamente, Audrey scopre che la donna della foto (che alcuni ricordano, tra cui Dave, Vince e lo sceriffo Garland) si chiamava Lucy Ripley ed era comparsa ad Haven quando la precedente ondata di problemi aveva afflitto la città, e in seguito scomparsa. Durante la sua sosta ad Haven Lucy aveva aiutato lo sceriffo a risolvere i problemi.
Inizialmente Audrey crede che la donna della foto sia la madre biologica che non ha mai conosciuto; la vicenda si complica ulteriormente quando compare un'agente dell'FBI che afferma di chiamarsi anch'ella Audrey Parker. Le "due Audrey" hanno in comune i ricordi, ma ben presto si comprende che la prima ha molti aspetti misteriosi che non sa spiegare e non conosce persone con cui l'altra Audrey ha invece dei legami affettivi.
In tutto questo, al confine tra illegalità e amicizia con Audrey e scontro con Nathan, si muove Duke Crocker, un piccolo trafficante che vive su una barca; Duke è implicato personalmente in molti casi e, sebbene rasenti il confine dell'illegalità, si lascia coinvolgere definitivamente nelle varie indagini quando apprende da una sensitiva che dovrebbe essere ucciso da un uomo misterioso con un tatuaggio sull'avambraccio. Anche Duke quindi compie una serie di indagini personali, che lo portano a scoprire dell'esistenza di un legame tra il suo defunto padre Simon e il reverendo Driscoll, figura ombrosa che aleggia sulla città. Driscoll invita la comunità a isolare le persone afflitte dai problemi più che a curarli, che chiama "maledetti", e per questo si scontra continuamente con Nathan e Audrey.

## Episodi
| Stagione         | Episodi | Prima TV USA | Prima TV Italia |
| ---------------- | ------- | ------------ | --------------- |
| Prima stagione   | 13      | 2010         | 2010-2011       |
| Seconda stagione | 13      | 2011         | 2011-2012       |
| Terza stagione   | 13      | 2012-2013    | 2013            |
| Quarta stagione  | 13      | 2013         | 2014            |
| Quinta stagione  | 26      | 2014-2015    | inedita         |

## Personaggi e interpreti

### Personaggi principali

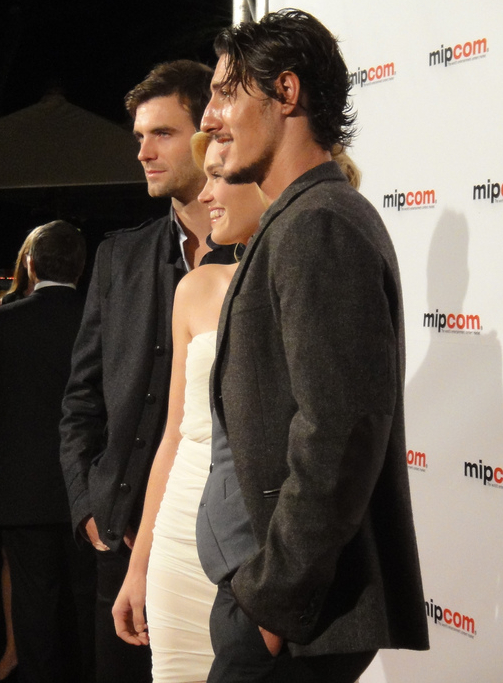
Lucas Bryant, Emily Rose ed Eric Balfour, i tre protagonisti della serie.

- Audrey Parker (stagioni 1-5), interpretata da Emily Rose, doppiata da Olivia Manescalchi.
Agente dell'FBI, orfana e dalla mentalità aperta. Si reca ad Haven sulle tracce di un criminale evaso, poi rinvenuto morto, ma anche dopo avere chiuso il caso rimane sul posto per indagare sui misteri che avvolgono la cittadina del Maine. Scopre che Lucy Ripley, la donna che credeva essere sua madre, aveva una cicatrice sotto la pianta del piede; sapendo di avere la stessa cicatrice Audrey inizia a chiedersi chi in realtà lei sia. Apprende in seguito di essere stata Lucy in passato, e prima ancora una misteriosa infermiera di nome Sarah. Le tre donne sono accomunate dagli stessi tratti fisici e dall'ignota provenienza: si sa solo che Audrey-Lucy-Sarah appaiono ad Haven con i ricordi di altre persone, ignare, ogni qualvolta nella cittadina si ripresentano i Problemi (da cui risultano immuni). Il loro "compito" è quello di risolverli e di difendere e aiutare le persone da essi affetti. Durante la storia Audrey ha occasione di incontrare ben due persone a cui ha "clonato" i ricordi, la Audrey Parker originale e la Lucy Ripley originale, da cui otterrà varie informazioni. Il suo destino sembra essere legato al misterioso "fienile" che appare e scompare ad Haven, al misterioso agente Howard e a vari misteri del passato, primo fra tutti i Problemi e la loro provenienza. Costretta in seguito a entrare nel fienile, acquisisce una nuova identità: Lexie, una barista. Con l'aiuto di William dall'interno ma anche di Duke, Nathan e Jennifer dall'esterno, riesce a uscire dopo pochi mesi, ritornando a essere Audrey. Scoprirà anche di avere creato i problemi con William, quando era Mara ossia la vera Lei, con il quale è legata da una strana connessione e di essere ancora in grado di crearli. Nel corso degli eventi del finale della quarta stagione, aumentando a poco a poco il suo legame con William, Mara riemerge.
- Nathan Wuornos (stagioni 1-5), interpretato da Lucas Bryant, doppiato da Dario Oppido.
Agente di polizia locale adottato in tenera età dal capo della polizia di Haven, lo sceriffo Wuornos. Collabora con Audrey in tutte le sue indagini, sviluppando presto con la ragazza uno stretto rapporto che sfocia in un amore ricambiato. Ha ereditato dal padre biologico (Max) il suo Problema, l'impossibilità di avvertire il dolore causato dalla mancanza di qualsiasi sensazione tattile; l'unica che può toccarlo facendo in modo che avverta il contatto fisico è Audrey, che è immune al suo Problema. Alla morte dello Sceriffo diventa lui stesso Sceriffo della città per una stagione circa.
- Duke Crocker (stagioni 1-5), interpretato da Eric Balfour, doppiato da Tony Sansone.
Piccolo contrabbandiere locale, ha continui scontri con il coetaneo Nathan, suo ex compagno di scuola. Stringe un forte legame con Audrey e prova un'astiosa ira nei confronti del reverendo Driscoll, legata a fatti del passato. Scopre solo in seguito di essere anch'egli affetto da un Problema: quando il sangue di una persona affetta da un problema lo tocca, i suoi occhi diventano argentati e ottiene "brevemente" una forza erculea; questa sua capacità sarà molto utile per scoprire quando qualcuno è afflitto da un Problema. Quando Duke uccide una persona con un problema esso automaticamente scompare e non si tramanda alla generazione successiva, sia che i figli siano già nati sia che non siano ancora stati partoriti.
- Sceriffo Garland Wuornos (stagione 1, ricorrente 2-3), interpretato da Nicholas Campbell, doppiato da Gianni Gaude.
È lo sceriffo di Haven e il padre putativo di Nathan (che lo chiama sempre "Capo"). All'inizio si dimostra diffidente nei confronti di Audrey, ma ben presto impara a fidarsi di lei tanto da affidarle un posto tra gli agenti di polizia e, in sostanza, l'intera sorte di Haven. Muore quando, non essendo più in grado di controllare il proprio Problema, esplode in frammenti di pietra. I suoi pezzi vengono poi raccolti e sepolti all'interno di un frigo portatile, che verrà poi recuperato dai fratelli Teagues con la motivazione di "avremo ancora bisogno di Garland in futuro". Riappare successivamente in alcuni flashback e realtà "alternative".

### Personaggi secondari
- Vince e Dave Teagues (stagioni 1-5), interpretati da Richard Donat e John Dunsworth.
Fratelli reporter che gestiscono il quotidiano locale (Haven Herald) e "memoria storica" di Haven. Vince, più riflessivo, aiuta spesso Audrey e Nathan nelle indagini, anche grazie alla bravura nel disegno che lo porta a realizzare molti identikit di sospetti e scomparsi. Quando Vince rivela a Audrey che lei era la Sarah degli anni cinquanta già apparsa ad Haven, si intuisce che i due potrebbero avere avuto una relazione sentimentale. I due spesso sanno più di quanto non diano a vedere e, in molte occasioni, questo indispone perfino le persone che li conoscono e portano loro rispetto. Durante la serie si scopriranno diversi fatti su di loro: che anni prima cercarono di impedire a Sarah di entrare nel "fienile" senza riuscirvi, e che Vince è in realtà il creatore e capo della "Guardia".
- Reverendo Ed Driscoll (stagioni 1-2), interpretato da Stephen McHattie.
È il reverendo di Haven. Schierato su posizioni violente e radicali, predica affinché le persone con i Problemi siano emarginate e possibilmente uccise. In passato un uomo con i Problemi divenne l'amante di sua moglie che finse la morte per scappare dal marito oppressivo. Viene ucciso con un colpo di pistola da Audrey mentre tenta di uccidere una ragazza affetta da un Problema che la porta a nutrirsi di carne umana.
- Byron Howard (stagioni 1-3), interpretato da Maurice Dean Wint.
Enigmatica figura che inizialmente si presenta come superiore diretto di Audrey all'FBI.
- Audrey Parker #2 (stagioni 1-2), interpretata da Kathleen Munroe.
Personaggio che appare alla fine della prima stagione, presentandosi come Audrey Parker, condividendo memorie e ricordi della protagonista della serie.
- Chris Brody (stagione 2), interpretato da Jason Priestley.
Biologo marino, eredita alla morte del padre, storico sindaco di Haven, il Problema di essere amato incondizionatamente dagli altri. Audrey ne è immune, e questo fatto porta i due ad avvicinarsi, ma la loro storia non dura molto.
- Evidence "Evi" Ryan (stagione 2), interpretata da Vinessa Antoine.
È l'ex moglie di Duke, che riappare improvvisamente nella sua vita: Duke sospetta di questa sua volontà di riallacciare il rapporto, a ragione, visto che Evi è in verità in combutta con il reverendo Driscoll per capire quanto Duke conosce del suo passato. Personaggio ambiguo, quando viene scoperta da Duke e messa alle strette dice di averlo fatto per "il suo bene". Duke non le crede e lei, durante un assedio, esce dalla centrale di polizia e si fa uccidere in mezzo alla strada, per provargli le sue buone intenzioni.
- Dwight Hendrickson (stagione 2-5), interpretato da Adam "Edge" Copeland, doppiato da Walter Rivetti.
È un ripulitore/aiutante prima dello Sceriffo Wuornos poi di Nathan, abile nel riassettare le aree colpite dagli abitanti di Haven affetti dai Problemi. Lui stesso è vittima di un Problema, dato che attrae i proiettili come una calamita, Problema che ha scoperto (suo malgrado) nel bel mezzo della guerra in Afghanistan. Si sa che ha perso una figlia, ma non viene rivelato come. Apparentemente a causa della "Guardia" dalla quarta stagione diventa sceriffo della città.
- Claire Callahan (stagione 3), interpretata da Bree Williamson.
Psichiatra della città che aiuta i residenti affetti dai "Problemi".
- Tommy Bowen (stagione 3), interpretato da Dorian Missick.
Nuovo agente del dipartimento di Haven arrivato da Boston. In realtà si rivela essere l'omicida seriale noto come "Bolt Gun Killer", che ha rubato l'identità del vero agente Bowen.
- Jordan McKee (stagioni 3-4), interpretata da Kate Kelton.
Cameriera e membro de "la guardia" che sviluppa una relazione con Nathan, il quale la usa per infiltrarsi nell'organizzazione di cui fa parte.
- James Cogan / The Colorado Kid (stagioni 3-5), interpretato da Steve Lund.
È la vittima dell'omicidio del 1983 al quale Audrey sembra essere direttamente legata. Il ragazzo si rivela poi essere il figlio di una sua precedente reincarnazione, avuto con Nathan durante un suo viaggio nel passato.
- Jennifer Mason (stagione 4), interpretata da Emma Lahana.
Personaggio introdotto all'inizio della quarta stagione, salva Duke e lo riconduce ad Haven. Viene dallo stesso mondo di Audrey e William e grazie al suo collegamento con il Fienile è l'unica che riesce a sentire che cosa vi avviene dentro quando Audrey vi si trova. È l'unica che riesce a capire che il velo fra i due mondi è squarciato e scopre in seguito di essere la figlia della distruzione. Mediante l'aiuto di un libro magico (si trovava nell'appartamento di Audrey, sottrattole da Howard nel primissimo episodio di Haven) riesce a evocare la Porta, il collegamento fra i due mondi.
- Wade Crocker (stagione 4), interpretato da Christian Camargo.
Arriva ad Haven durante l'assenza di Duke dovuta agli eventi del finale della terza stagione e si trova a dirigere il Grey Gull fino al suo ritorno. Stringe un legame con Jordan incuriosito dal segreto dei Crocker che il fratello si rifiuta di rivelargli. Inizierà quindi a uccidere e la sua scia di sangue si fermerà proprio con la morte di Jordan e il tentato omicidio di Jennifer, che verrà salvata da Duke che inavvertitamente lo uccide. In questo modo con lui muore la maledizione dei Crocker.
- William (stagioni 4-5), interpretato da Colin Ferguson.
È un personaggio misterioso che aiuta Audrey a uscire dal Fienile e si rivelerà in seguito essere collegato con la vera Audrey (Mara), con la quale ha creato i Problemi. Salvando Lexie dal Fienile che stava implodendo Jennifer squarcia il velo fra i due mondi e permette inavvertitamente anche a William di arrivare a Haven.
- Gloria Verrano (stagioni 4-5), interpretata da Jayne Eastwood.
È il medico legale della città.
- Charlotte Cross (stagione 5), interpretata da Laura Mennell.
Arrivata ad Haven celandosi come agente del CDC, si rivela essere la madre di Audrey.
- Croatoan (stagione 5), interpretato da William Shatner.
Nemico finale dei protagonisti, il quale ha manipolato la storia di Haven e Audrey per raggiungere i suoi scopi. È inoltre il padre di Audrey/Mara, ex compagno di Charlotte.

## Produzione
Nel settembre del 2009 la casa di produzione E1 Entertainment annunciò di lavorare con Stephen King per sviluppare una serie televisiva basata sul suo romanzo Colorado Kid. Vennero presto ordinati tredici episodi e la serie venne acquistata dal network Syfy.
L'episodio pilota venne scritto da Sam Ernst e Jim Dunn. Tra il febbraio e il marzo del 2010 vennero ingaggiati l'attrice Emily Rose per interpretare la protagonista Audrey Parker, e gli attori Eric Balfour e Lucas Bryant per i ruoli di Duke Crocker e Nathan Wuornos.
La compagnia canadese Canwest Global Communications acquistò i diritti della serie nel marzo del 2010. Un mese più tardi, Adam Kane venne scelto per dirigere il primo episodio. Trasmessa dal luglio 2010 sul canale statunitense Syfy, il 9 novembre 2012 la serie è stata rinnovata per una quarta stagione, in onda negli Stati Uniti dal 13 settembre 2013. Il 28 gennaio 2014 è stata rinnovata anche per una quinta stagione, composta da ventisei episodi, metà in onda dall'11 settembre 2014 e i rimanenti dall'8 ottobre 2015.
Il 18 agosto 2015 è stato annunciato che la quinta sarebbe stata anche l'ultima stagione prodotta.

### Location
La produzione iniziò il 20 aprile 2010 ad Halifax, in Nuova Scozia e nelle zone circostanti, lungo la costa sud della provincia canadese. In particolare le location principali sono nella cittadina di Lunenburg e a Chester.

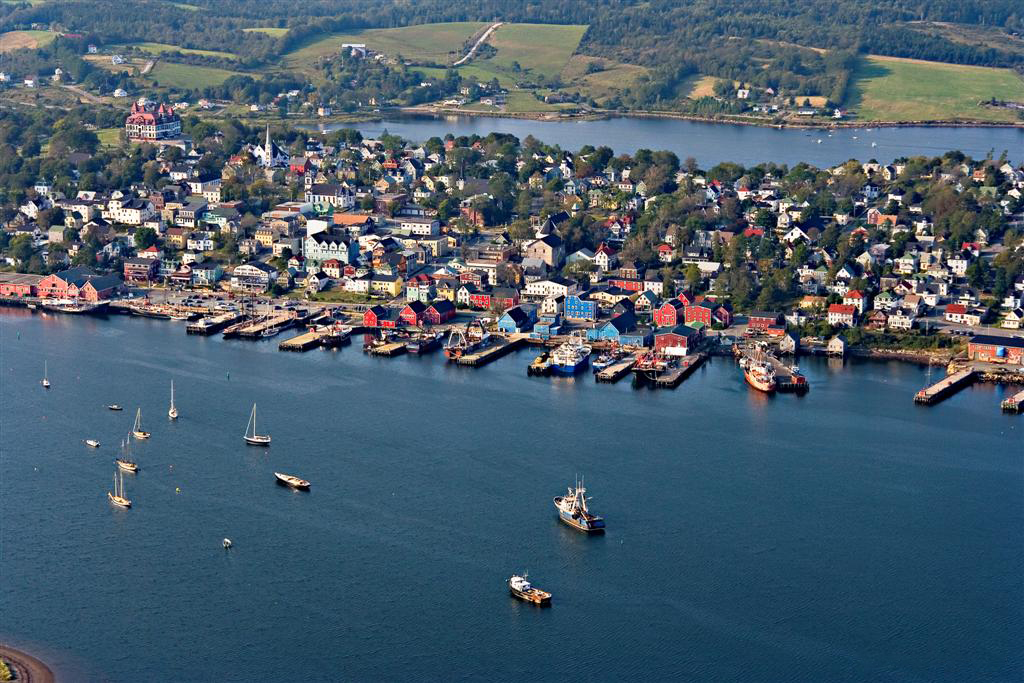
Vista aerea di Lunenburg-"Haven"
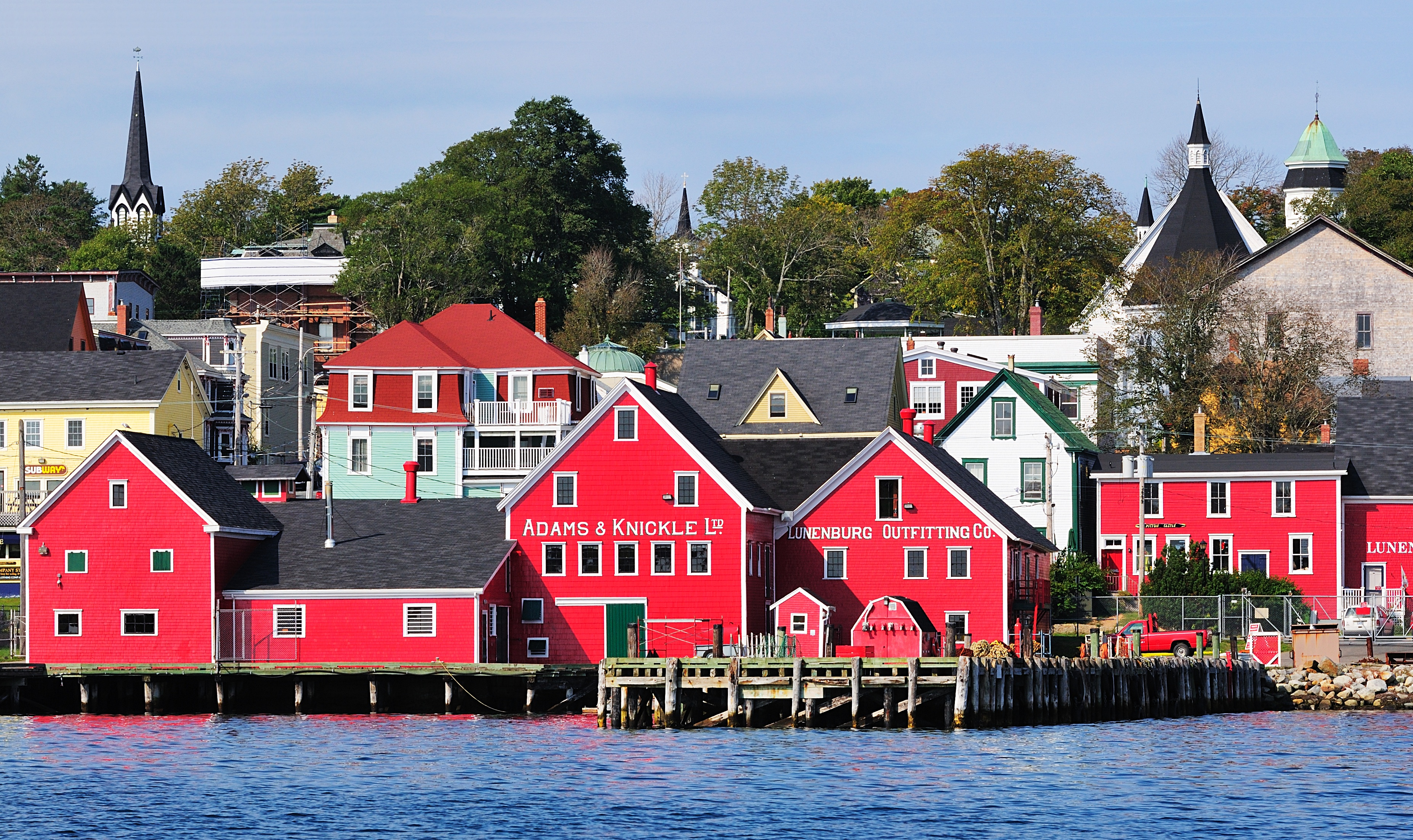
Lunenburg
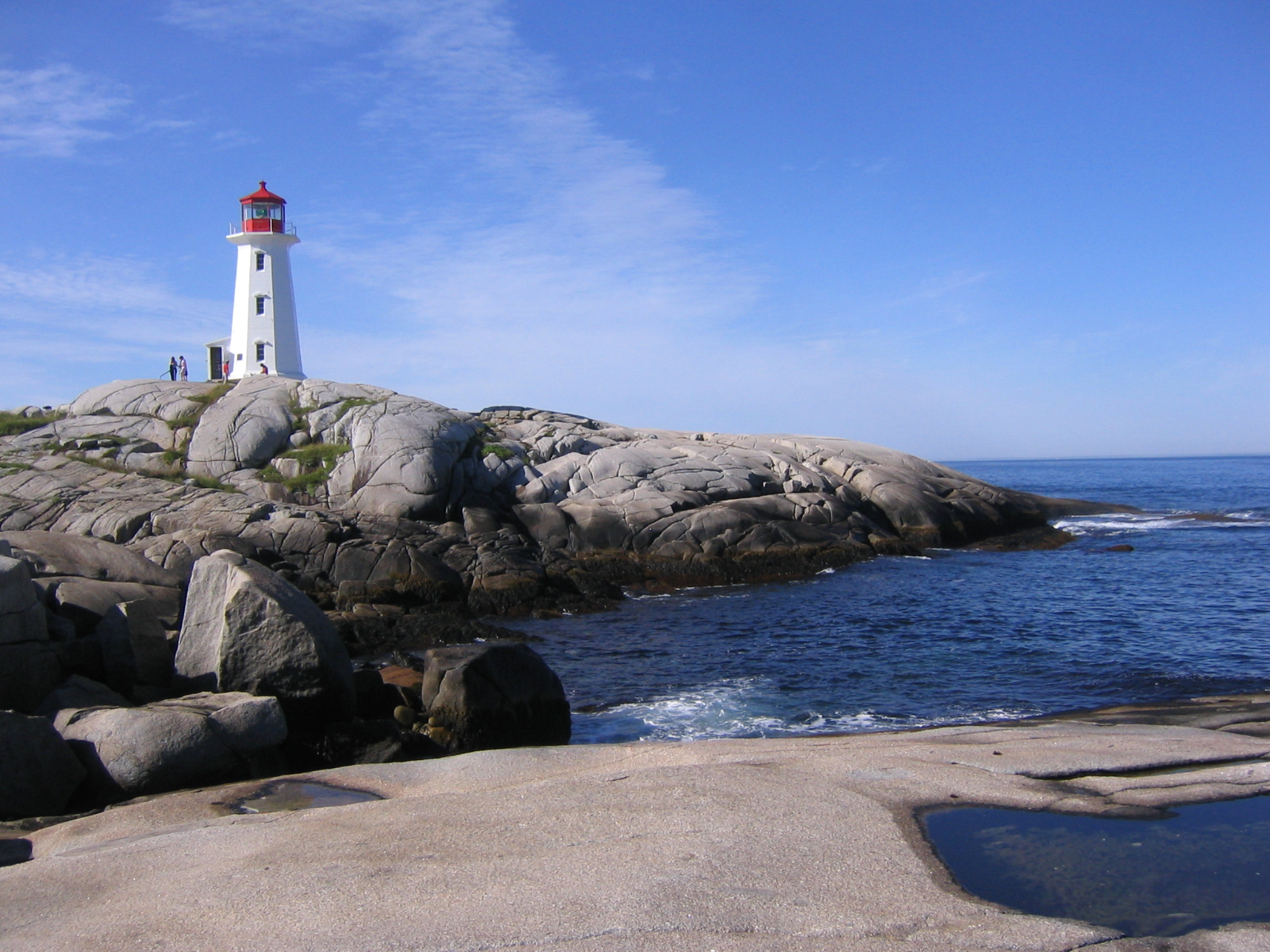
Baia di Peggys